# بوب دير
بوب دير (بالإنجليزية: Bob Dwyer)‏ هو لاعب اتحاد الرغبي أسترالي، ولد في 29 نوفمبر 1940 في سيدني في أستراليا.